# Thales Egidio
Thales Egidio (Caratinga, 14 de dezembro de 1996) é um artista multifacetado modelo, ator, diretor e escritor brasileiro.

## Biografia
Thales Egidio nasceu no município de Caratinga, em Minas Gerais, é um artista brasileiro que atua como modelo, escritor e diretor de cinema. Desenvolveu o curta-metragem Ficção de Fã - O Filme, baseado no livro de sua autoria.
Thales iniciou sua carreira artística com projetos como Blink 2022 e a série animada Brittany FSH.

## Filmografia

### Televisão
| Ano  | Título                 | Personagem | Notas |
| ---- | ---------------------- | ---------- | ----- |
| 2021 | Ficção de Fã - O Filme | Tcharles   |       |
| 2022 | Blink 2022             | Tcharles   |       |
| 2024 | Brittany FSH           | Tcharles   |       |

## Presença nas redes sociais
Thales Egidio também é criador de conteúdo digital. Seus vídeos no TikTok, onde compartilha trechos de suas obras e momentos de humor. Seu conteúdo é voltado para literatura  e animação.

## Personagens interpretados
Ele interpreta e dá voz ao personagem Tcharles que é um personagem principal de suas obras.

## Obras e criações
- Ficção de Fã - Por Thales Egidio (2021)
- Ficção de Fã - Tcharles[9] (2022)
- Ficção de Fã - Blink[10] (2022)
- Eu Policial - A Vida De Nathan Marshall[11] (2023)
- Uma Espiã Em Tóquio[12] (2024)